# 6979 Сіґефумі
6979 Сіґефумі (6979 Shigefumi) — астероїд головного поясу, відкритий 12 вересня 1993 року.
Тіссеранів параметр щодо Юпітера — 3,307.
Названо на честь Сіґефумі (яп. しげふみ(重文) сіґефумі).